# ガン・ユンソク
ガン・ユンソク（1992年9月23日 - ）は、韓国のソウル出身のプロアイスホッケー選手。ポジションはフォワード。アジアリーグアイスホッケーのHLアニャンに所属。

## 経歴
景福高等学校から延世大学へ進学。
2015-2016シーズンはアジアリーグアイスホッケーのH.C.栃木日光アイスバックスでプレー。
2016-2017シーズンから兵役のためサンムに所属。
2018-2019シーズンからアジアリーグアイスホッケーの安養ハルラでプレー。
2023-2024シーズンはチームが2シーズン連続となる8度目の優勝を果たし、ガンも優勝を経験することになった。